# Monika Načeva
Monika Načeva (* 27. června 1966 Choceň) je česká herečka, zpěvačka, šansoniérka a členka Divadla Sklep.

## Život
Její otec pocházel z Bulharska, matka je Češka. Divadlu se věnovala od šestnácti let. Poté co neuspěla u zkoušek na DAMU, krátce pracovala jako uklízečka, než se jí podařilo nastoupit do pražské redakce České televize, kde ji podpořil Čestmír Kopecký. Od roku 1996 je vdaná za britského osvětlovače Martina, má s ním syna a dceru a žijí ve středních Čechách ve venkovském domku nedaleko Slap.

## Tvorba

### Divadlo
V divadle získávala zkušenosti v pražském A studiu Rubín, poté dostala angažmá v brněnském HaDivadle pod vedením Arnošta Goldflama. Do divadla Sklep se dostala na pozvání Davida Vávry. V současnosti působí i v dětském Divadle Minor.

### Film
Objevila se i v několika filmech – ve snímku Václava Křístka Zvířata ve městě (1983), komedii Milana Šteindlera Díky za každé nové ráno (1993), českém sci-fi experimentu Poslední přesun (1995) či komedii Václava Marhoula Mazaný Filip (2003). Nejnověji se Načeva objevila ve filmu Jana Prušinovského Chyby.

### Hudba
Její hudební tvorba je výjimečná mimo jiné také tím, že často spolupracuje s předními českými hudebníky či literáty, například s žádostí o texty písní oslovila Jáchyma Topola, vystupovala s Michalem Pavlíčkem a dalšími. V roce 1994 vydala své debutové album Možnosti tu sou..., které obsahuje také hit Udržuj svou ledničku plnou. V roce 1996 vydala trip-hopovou desku Nebe je rudý, pro kterou složil texty Jáchym Topol. V roce 2012 koncertovala společně s kytaristou a písničkářem Justinem Lavashem. Na podzim roku 2018 připravila trojkoncert se zpěvačkami Ivou Bittovou a Lenkou Dusilovou. Od roku 2020 vystupuje s projektem Zdivočelí koně, kde společně s Načevou působí hudebníci David Kabzan a Markéta Pták.

## Citace
| „                         | Zdráhala bych se označit Moniku Načevu za písničkářku, tam bych očekávala osobní textový vklad zpívajícího umělce. Ani vřazení mezi šansoniérky neodpovídá. Myslím, že Načeva je skutečně originální interpretkou poezie, kterou vnímá s citlivostí a silou a svým projevem má potenciál ji přiblížit lidem, kteří by si k ní jinak cestu nenašli – a v tomto je u nás jedinečná. | “ |
| — Olga Stehlíková, ČT Art | |   |

## Diskografie

### Sólová alba
- Načeva na koncertě (2012)Možnosti tu sou… (Bonton, 1994)
- Nebe je rudý (Bonton, 1996)

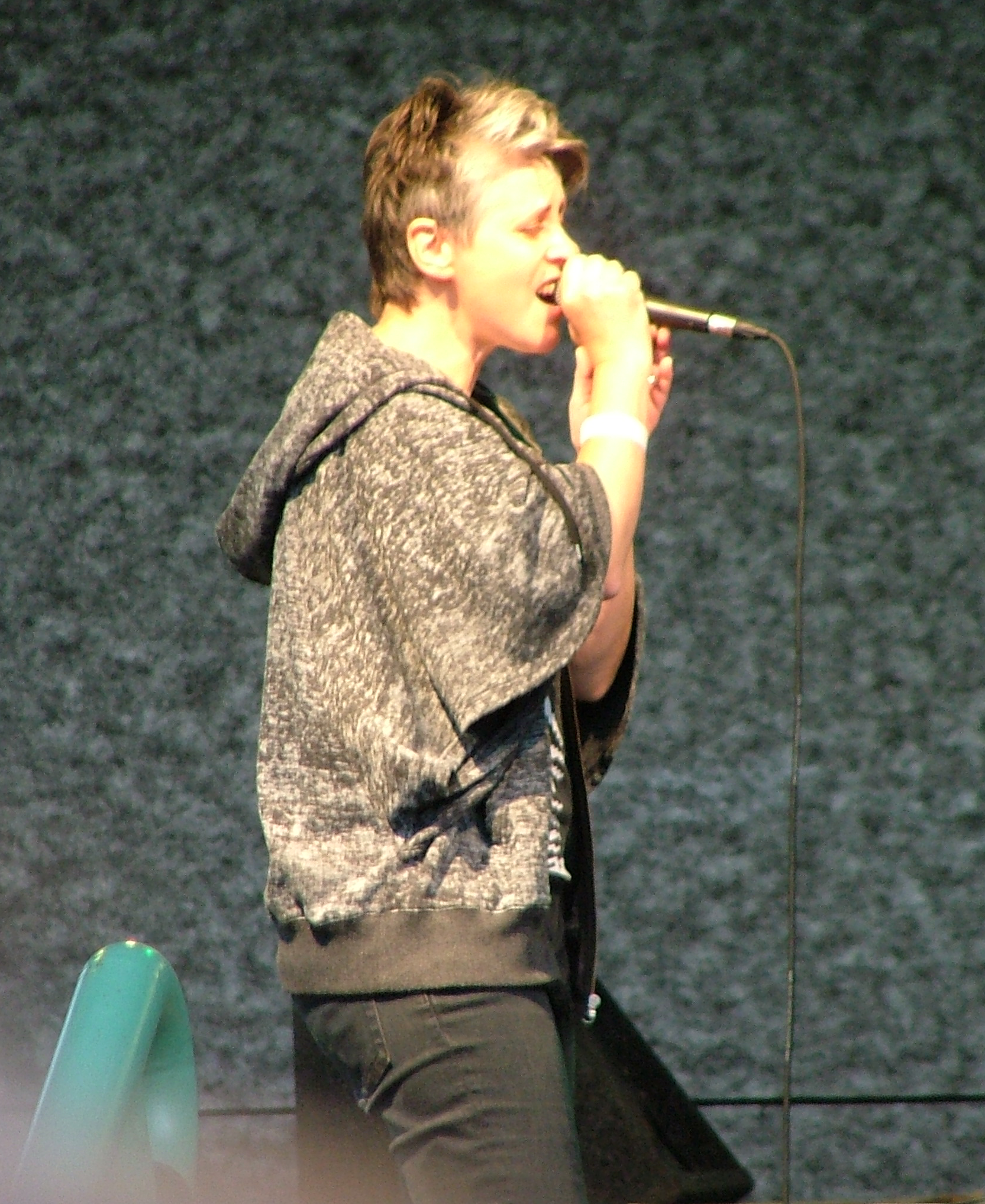
Načeva na koncertě (2012)

- Mimoid (Sony Music – Bonton, 1998)
- Fontanela (Sony Music – Bonton, 2001)
- Mami (RESPEKTedice, 2007) – s Michalem Pavlíčkem a DJ Five
- Sick rose (Christopher Robin, 2010) – s Timem Wrightem
- Milostný slabiky (vl. náklad, 2013) – s Justinem Lavashem
- Na svahu (Monitor-EMI, 2016) – s Michalem Pavlíčkem a Pavel Bořkovec Quartet
- Průvan v hlavě (Ajlavmjuzik, 2017) – s Tentato a DJ Five
- Zdivočelí koně (vlastní náklad, 2020)
- Jdem temným dnem (Polí5, 2024)

### Společné projekty
- Písničky Divadla Sklep (TV Spectrum, 1992)
- Splašil se kůň našíř (1995) album písniček pro děti, které složila Hana Navarová na texty Jana Vodňanského – šestá teta v písni „Sexteto“[9]
- Magnetické Evokace – Hořící Sny (Monitor-EMI, 1995) – spolu s Romanem Holým, Otakáro Schmidtem a Davidem Nollem
- Mlýny (DVD, Sony BMG, 2007) – záznam představení
- Dekadence – In Morbid Colours – La Décadanse Revisited (vl. náklad, 2009) – s Davidem Cajthamlem
- Prolínání (jen LP, vl. náklad, 2010) – Načeva + P.Z. + DG307
- Spolu (A.M.P., 2018) – Iva Bittová / Monika Načeva / Lenka Dusilová